# Кидикас, Вацлавас
Вацлавас Кидикас (лит. Vaclavas Kidykas; род. 17 октября 1961, Клайпеда) — советский и литовский легкоатлет, специалист по метанию диска. Выступал за сборные СССР и Литвы по лёгкой атлетике в 1985—2000 годах, обладатель бронзовой медали чемпионата Европы, двукратный серебряный призёр Универсиад, победитель и призёр первенств всесоюзного значения, многократный чемпион Литвы, участник четырёх летних Олимпийских игр. Мастер спорта СССР международного класса. Тренер по лёгкой атлетике.

## Биография
Вацлавас Кидикас родился 17 октября 1961 года в Клайпеде, Литовская ССР.
Занимался лёгкой атлетикой в Каунасе, представлял Советскую Армию, состоял в добровольных спортивных обществах «Динамо» и «Спартак». Проходил подготовку под руководством тренера Римантаса Плунге.
Впервые заявил о себе на всесоюзном уровне в сезоне 1985 года, когда в метании диска одержал победу на зимнем чемпионате СССР по метаниям в Адлере. Будучи студентом, представлял Советский Союз на Универсиаде в Кобе, где в той же дисциплине выиграл серебряную медаль.
В 1986 году стал серебряным призёром на зимнем чемпионате СССР по метаниям в Адлере и на летнем чемпионате СССР в Киеве, завоевал бронзовую награду на чемпионате Европы в Штутгарте.
В 1987 году победил на Кубке Европы в Праге, получил серебро на Универсиаде в Загребе, занял восьмое место на чемпионате мира в Риме.
В феврале 1988 года победил на зимнем чемпионате СССР по длинным метаниям в Адлере, а в июне на соревнованиях в Сочи установил свой личный рекорд в метании диска — 68,44 метра. Благодаря череде удачных выступлений удостоился права защищать честь страны на летних Олимпийских играх в Сеуле — на предварительном квалификационном этапе метнул диск на 60,88 метра, чего оказалось недостаточно для выхода в финал.
На Универсиаде 1989 года в Дуйсбурге стал шестым.
В 1990 году победил на зимнем чемпионате СССР по метаниям в Адлере, был лучшим на чемпионате Литвы.
За выдающиеся спортивные достижения удостоен почётного звания «Мастер спорта СССР международного класса».
После распада Советского Союза Кидикас остался действующим спортсменом и продолжил принимать участие в крупнейших международных стартах в составе литовской национальной сборной. Так, в 1992 году он представлял Литву на Олимпийских играх в Барселоне — показал результат 59,96 и в финал не вышел.
В 1993 году занял 11-е место на чемпионате мира в Штутгарте.
В 1995 году выступил на чемпионате мира в Гётеборге.
Принимал участие в Олимпийских играх 1996 года в Атланте — в финале показал результат 62,78 метра, расположившись в итоговом протоколе соревнований на восьмой строке.
В 1997 году победил на чемпионате Литвы в Каунасе, отметился выступлением на чемпионате мира в Афинах.
В 1998 году показал 11-й результат на чемпионате Европы в Будапеште.
В 1999 году вновь выиграл литовский национальный чемпионат, стал пятым на чемпионате мира в Севилье.
На Олимпийских играх 2000 года в Сиднее с результатом 58,96 остановился на предварительном квалификационном этапе.
Завершил спортивную карьеру по окончании сезона 2001 года.
Впоследствии проявил себя на тренерском поприще, в частности в 2017 году был признан лучшим тренером Литвы за подготовку чемпиона мира Андрюса Гуджюса.